# Автошлях Т 1015
Автошлях Т 1015 — автомобільний шлях територіального значення в Київській та Житомирській областях. Проходить територією Бучанського району Київської області та Житомирського району Житомирської області. Загальна довжина — 31 км.
Проходить крізь населені пункти Наливайківка, Ніжиловичі, Комарівка, Білка.